# کانون هنرهای ملی

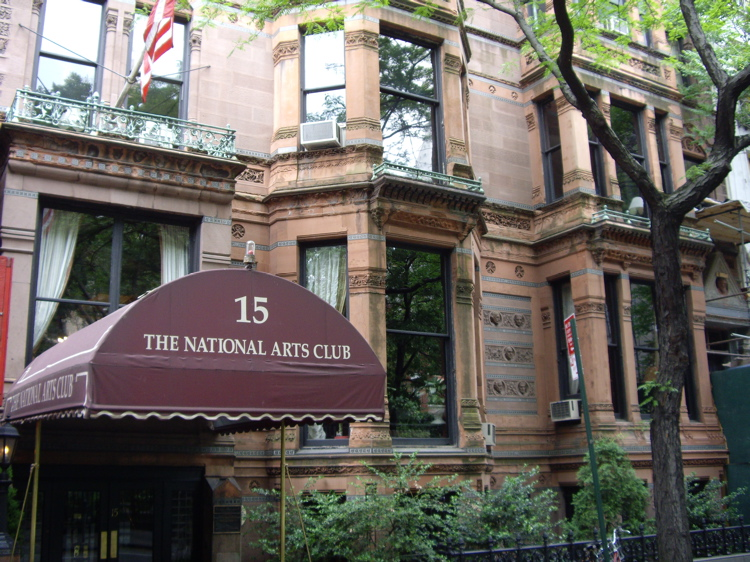
ساختمان مرکزی کانون هنرهای ملی واقع در پلاک ۱۵ خیابان گرامرسی پارک جنوبی که عمارتِ مسکونی پیشین ساموئل جی. تیلدن بود. (مه ۲۰۰۷)

کانون هنرهای ملی (انگلیسی: National Arts Club) یک سازمان غیرانتفاعی در پارک گرامرسی منهتن در شهر نیویورک است که در سال ۱۸۹۸ میلادی توسط یک منتقد هنری-ادبی روزنامهٔ نیویورک تایمز به نام چارلز دی‌کی به‌منظور «تحریک، پرورش و ارتقاء علاقه عمومی به هنرها و آموزش مردم آمریکا در زمینهٔ هنرهای زیبا» پایه‌گذاری شد. مقر این سازمان از سال ۱۹۰۶، عمارت قدیمی ساموئل جی. تیلدن در پلاک ۱۵ خیابان گرامسری پارک است که سبک معماری‌اش متعلق به دوران نوگرایی معماری نئوگوتیک است.
کانون هنرهای ملی دارای نگارخانه‌های متعددی است و هر سال میزبان برنامه‌های گوناگونی در حوزه های مختلف فرهنگ و هنر همچون تئاتر، ادبیات و موسیقی است. با آنکه این کانون، یک مجمع خصوصی است، اما بسیاری از برنامه‌های آن مجانی و برای بازدید یا حضور عموم مردم آزاد است.
ساختمان این کانون هنری در سال ۱۹۶۶ یک «مکان برجسته در نیویورک» و از سال ۱۹۷۶ یک «مکان برجسته تاریخی ملی» قلمداد شد.